# Port lotniczy Ipoh
Port lotniczy Ipoh (IATA: IPH, ICAO: WMKI) – port lotniczy położony w Ipoh, w stanie Perak, w Malezji.